# Иштии-Хем (сумон)
Сумон Иштии-Хем,  Иштии-Хемский сумон — сельское поселение в Улуг-Хемском кожууне Тывы Российской Федерации.
Административный центр — село Иштии-Хем.

## История
Статус и границы сельского поселения установлены Законом Республики Тыва от 24 декабря 2010 года N 268 ВХ-I «О статусе муниципальных образований Республики Тыва».

## Население
| 2017 | 2018 |
| ---- | ---- |
| 537  | ↗558 |

## Состав сельского поселения
| № | Населённый пункт | Тип населённого пункта       | Население |
| - | ---------------- | ---------------------------- | --------- |
| 1 | Иштии-Хем        | село, административный центр | ↗625      |